# CTF金融センター
CTF金融センター（CTFきんゆうセンター、周大福金融中心、CTF Finance Centre）は、中華人民共和国広東省広州市にある超高層ビルである。以前の名称はCTF広州 (The CTF Guangzhou) 、周大福センター (英語: Chow Tai Fook Centre, 周大福商业中心, 周大福商業中心, 拼音: Zhōu Dà Fú Shāngyèzhōngxīn）で、別名は広州東塔（英語: Guangzhou East Tower, 广州东塔, 廣州東塔, 拼音: Guǎngzhōu Dōngtǎ）である。

## 概要
香港に本部を持つコングロマリットである周大福がこのビルの建築主である。CTFは周大福の英語名「Chow Tai Fook」の頭文字。珠江沿いにそびえる広州国際金融センター（広州西塔）と対をなして広州ツインタワー (en) と呼ばれる。2010年に建設が始まり、2016年に竣工した。2014年7月10日に最頂部の111階、530メートル (1,740フィート)に達した。これは近代超高層ビルの歴史上最も早い建設ペースであった。
日立製作所が納入したエレベーターは、定格速度分速1,260m（秒速21m/s）で走行し世界最高速を達成し、2019年9月に世界最速のエレベーターとしてギネス認定された。地上1階から95階のホテルロビーまでの440mを約42秒で結んでいる

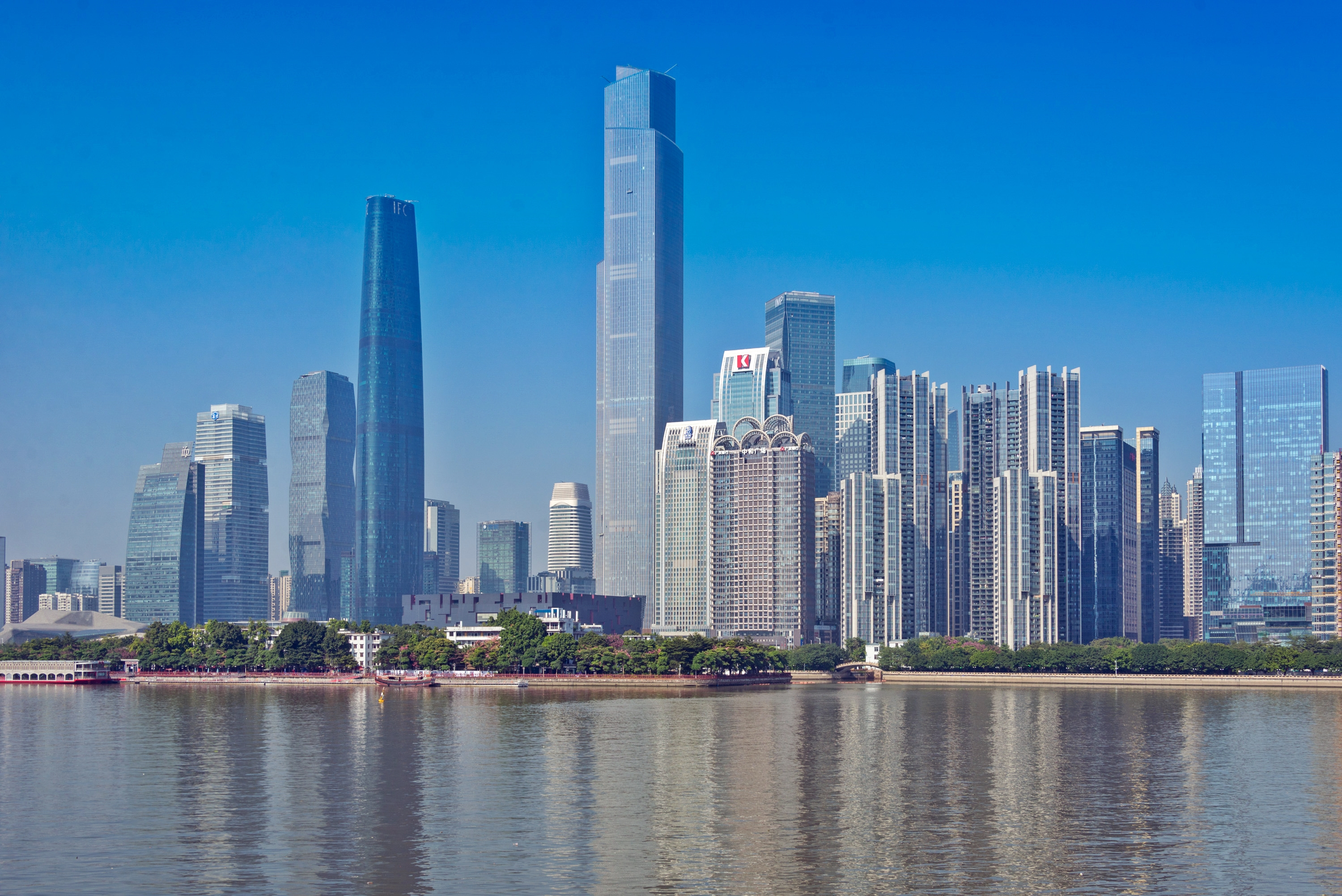
広州ツインタワー。中央がCTF金融センター（東塔）、左が広州国際金融センター（西塔）

。